# Liebstadt (Saksen)
Liebstadt is een gemeente in de Duitse deelstaat Saksen, en maakt deel uit van de Landkreis Sächsische Schweiz-Osterzgebirge. Met twee buurgemeentes, Bahretal en Bad Gottleuba-Berggießhübel,  bestaat een bestuurlijk samenwerkingsverband onder de naam Verwaltungsgemeinschaft Bad Gottleuba-Berggießhübel. 
Het stadje ligt tussen de noordelijke uitlopers van het Ertsgebergte.
Liebstadt telt 1.273 inwoners.

## Delen van de gemeente
Liebstadt bestaat uit 8 Ortsteile. Dit zijn, gerangschikt van zuid naar noord:
- Waltersdorf (1340; 150 per 31-12-1993; 5 km ZZW)
- Döbra (1376; 229 per 31-12-1999; de naam is van Slavische oorsprong, te weten: dobře = goed, voda = water;  dit goede water is waarschijnlijk de door het dorp stromende Döbraer Bach; ligging: 3 km ZW)
- Berthelsdorf (1455; 125 per 31-12-1964; 2 km ZW)
- Liebstadt zelf
- Herbergen (1455; 2 km N; 125 per 31-12-1964; wellicht genoemd naar een oude herberg; het dorp lag tot aan de Napoleontische tijd aan een doorgaande weg van Dresden naar Bohemen)
- Seitenhain (1455; 2 km ten W van Herbergen, tegen een steile berghelling aan; 90 per 31-12-1964)
- Großröhrsdorf (1347 als Rüdigersdorf, ontginningsdorp in het bos, gesticht door een Lokator met de naam Rüdiger; 3 à 4 km ten N van Seitenhain; 338 per 31-12-1990)
- Biensdorf (1347; 1 km ten NO van Großröhrsdorf; tot het midden van de 20e eeuw was hier een niet onbelangrijke steengroeve, waar kalksteen werd gewonnen; 217 kort na de Tweede Wereldoorlog).

Tussen haakjes achtereenvolgens: het jaartal van de vroegste vermelding in een document; het aantal inwoners; verdere bijzonderheden, waaronder ligging ten opzichte van Liebstadt zelf.
Op de website van Liebstadt kan men een plattegrond van de gemeente, en nadere informatie over deze 8 Ortsteile vinden.
In 1973 en 1994 vonden gemeentelijke herindelingen plaats, en zijn de zeven omliggende dorpen bij de gemeente Liebstadt gevoegd.

## Infrastructuur
Per auto is Liebstadt bereikbaar vanaf de noord-zuidverbinding Autobahn A 17: afrit 7 Bahretal, 5 km ten noordoosten van Liebstadt, of afrit 8 Bad Gottleuba, 5 km ten zuidoosten van Liebstadt.
Liebstadt is incidenteel per trein en bus te bereiken vanuit de stad Dresden, waar men op Dresden Hauptbahnhof de trein naar Pirna neemt en daarvandaan de streekbus naar Liebstadt.
Het stadje ligt aan een (niet bevaarbaar) riviertje, de Seidewitz. Twee km ten zuiden van het stadje ligt een stuwdam met een klein stuwmeer in de Seidewitz. De dichtstbij gelegen grotere stad is Pirna, 15 km ten noordoosten van Liebstadt.

## Geschiedenis, economie
Liebstadt werd in 1286 gesticht. Het lag aan een oude handels- en later postweg tussen Dresden en Teplice (Teplitz) in het huidige Tsjechië. In de middeleeuwen werd het bestuurd door de burggraven van Dohna. In 1402 werd Liebstadt tijdens een twist tussen rivaliserende lokale edelen verwoest. Vanaf 1408  tot 1691 werd het stadje en zijn omgeving bestuurd door de heren von Bühnau, die ook, op de locatie van een mogelijk reeds in de 10e eeuw gebouwde oudere burcht,  het huidige kasteel Kuckuckstein lieten bouwen. Zij verleenden Liebstadt in 1492 stadsrecht en marktrecht.
Diverse malen werd Liebstadt door rampen getroffen. O.a. in de Dertigjarige Oorlog (1618-1648) en in de oorlogen tegen Napoleon, rond 1813 had de plaats onder plunderingen en ander oorlogsgeweld te lijden. Verder waren er diverse malen grote, soms mensenlevens kostende, overstromingen, de laatste in 1927 en 2002. Na de overstroming van 1927 werd in 1967 ten zuiden van het stadje een stuwdam met een klein stuwmeer in de Seidewitz aangelegd, ten gerieve van de hoogwaterregulatie.
De gemeente heeft sedert die Wende (1990) te maken met een langzame ontvolking. De meeste inwoners zijn boeren, of forensen, die een werkkring in plaatsen in de omgeving hebben. Het toerisme en het lokale midden- en kleinbedrijf zijn, uitgezonderd een kleine fabriek van fijnmetalen precisie-machineonderdelen aan de noordrand van Liebstadt, van beperkt belang. Industrie en mijnbouw ontbreken verder geheel.

## Bezienswaardigheden

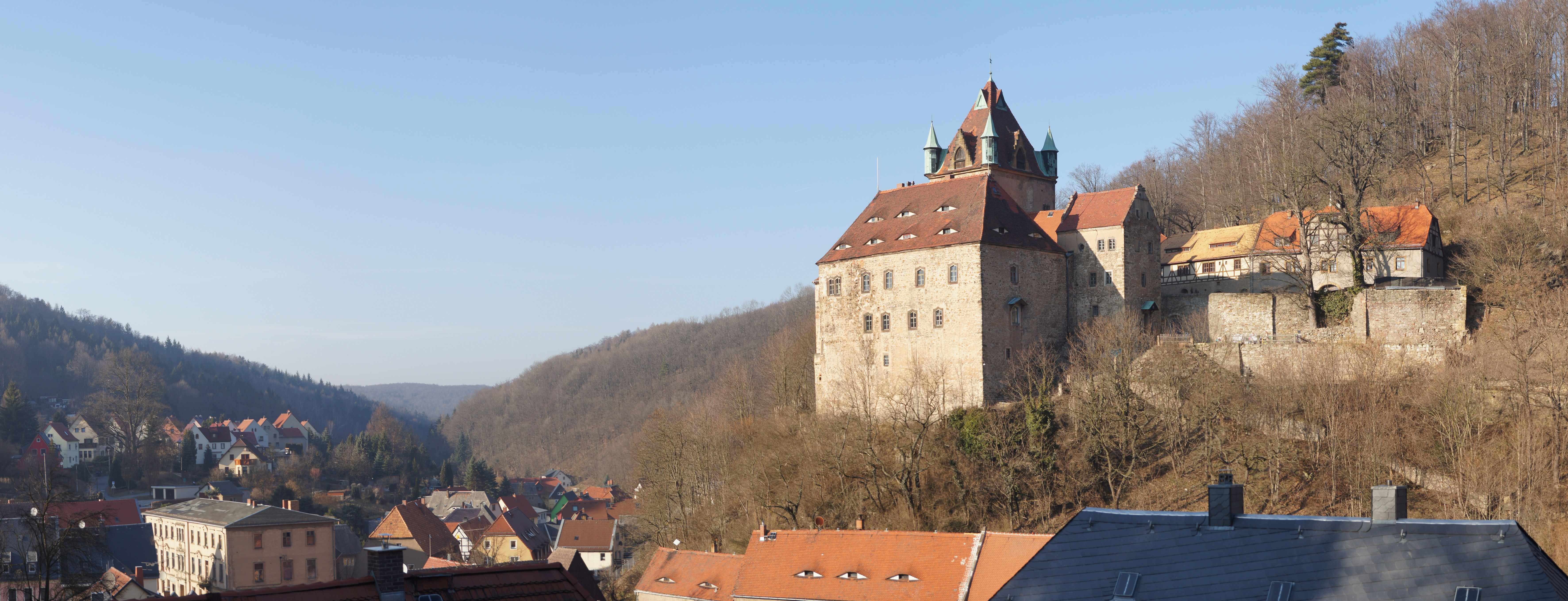
Kasteel Kuckuckstein
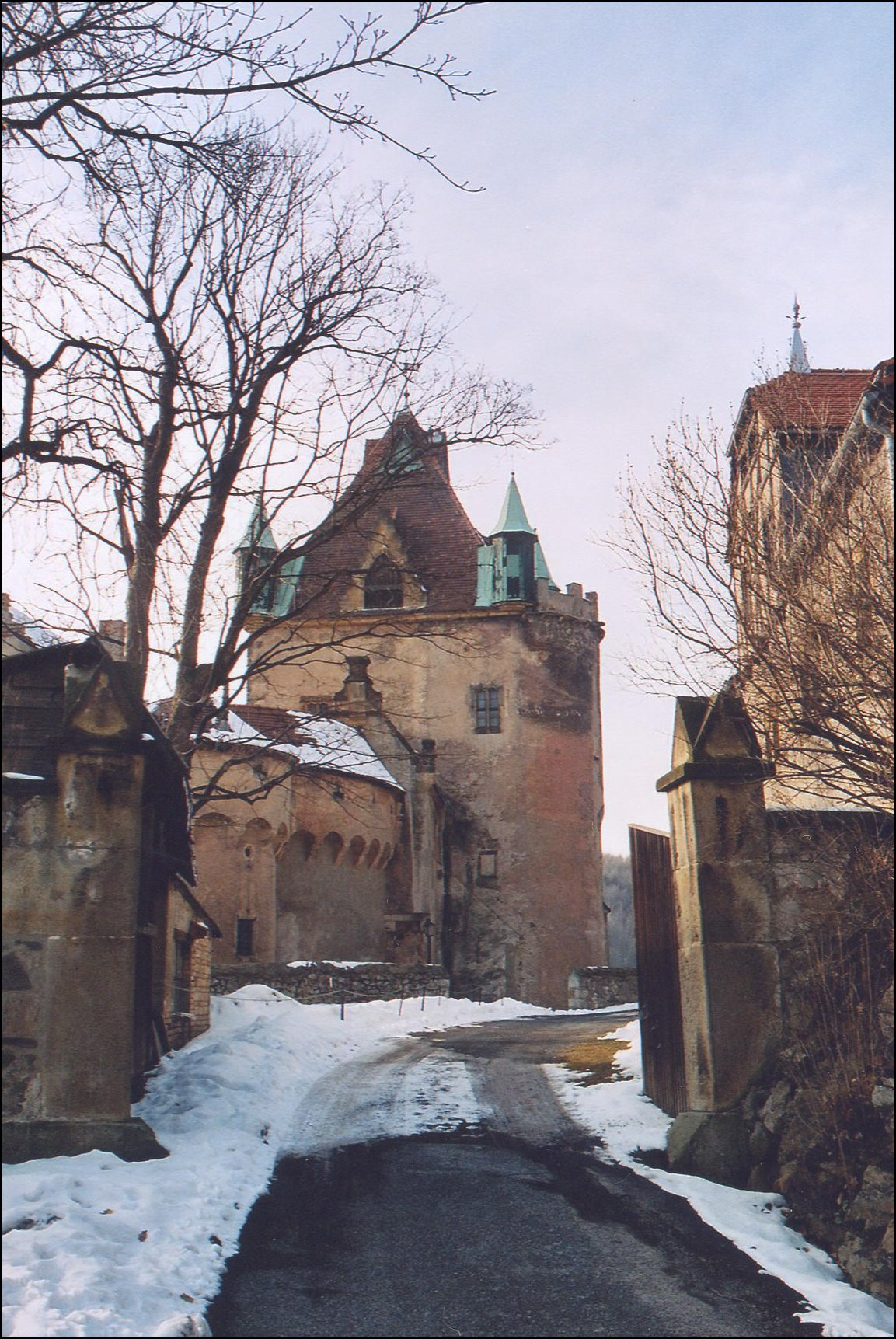
Toegangspoort van het kasteel
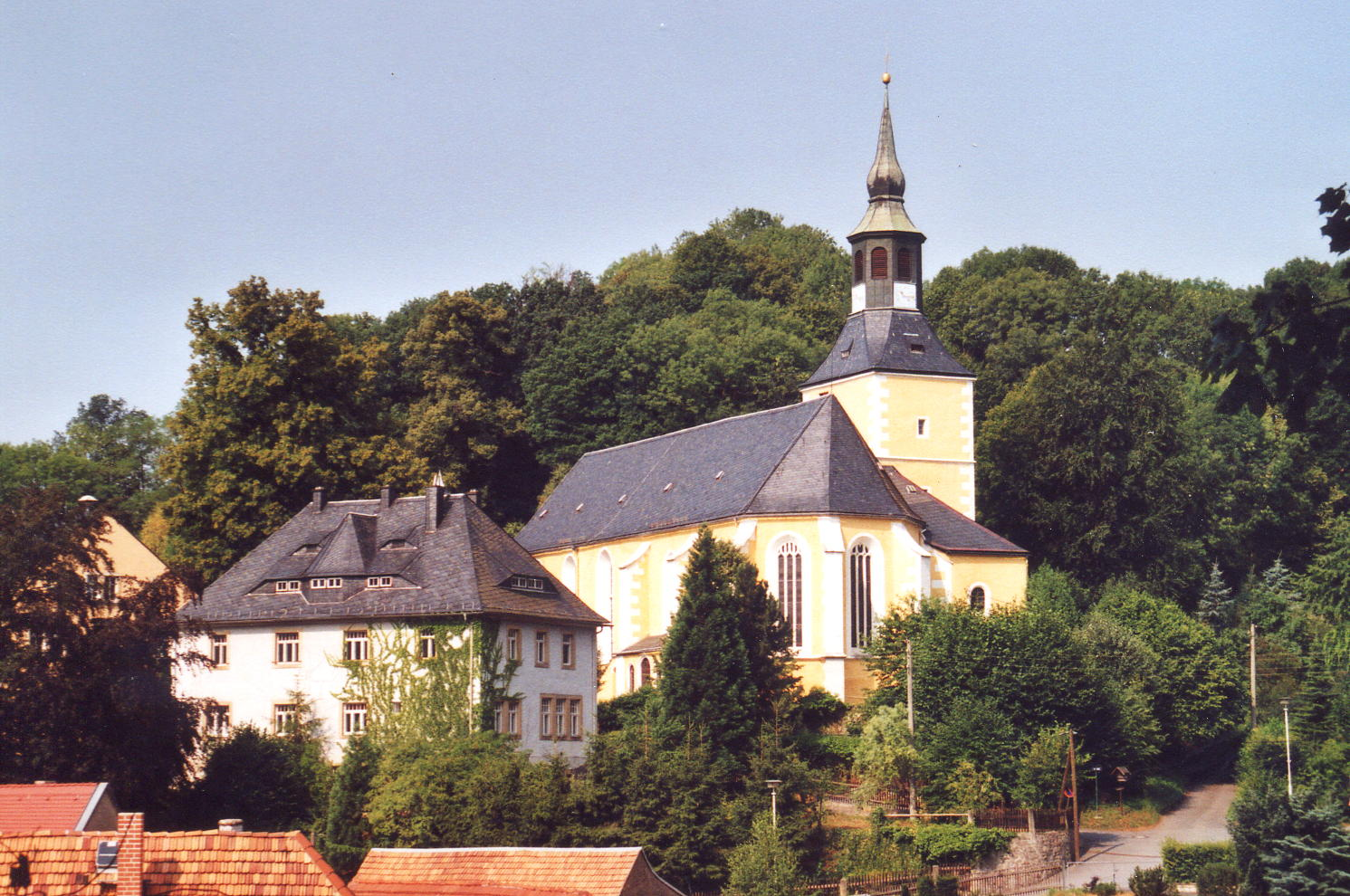
Evang.-lutherse kerk te Liebstadt
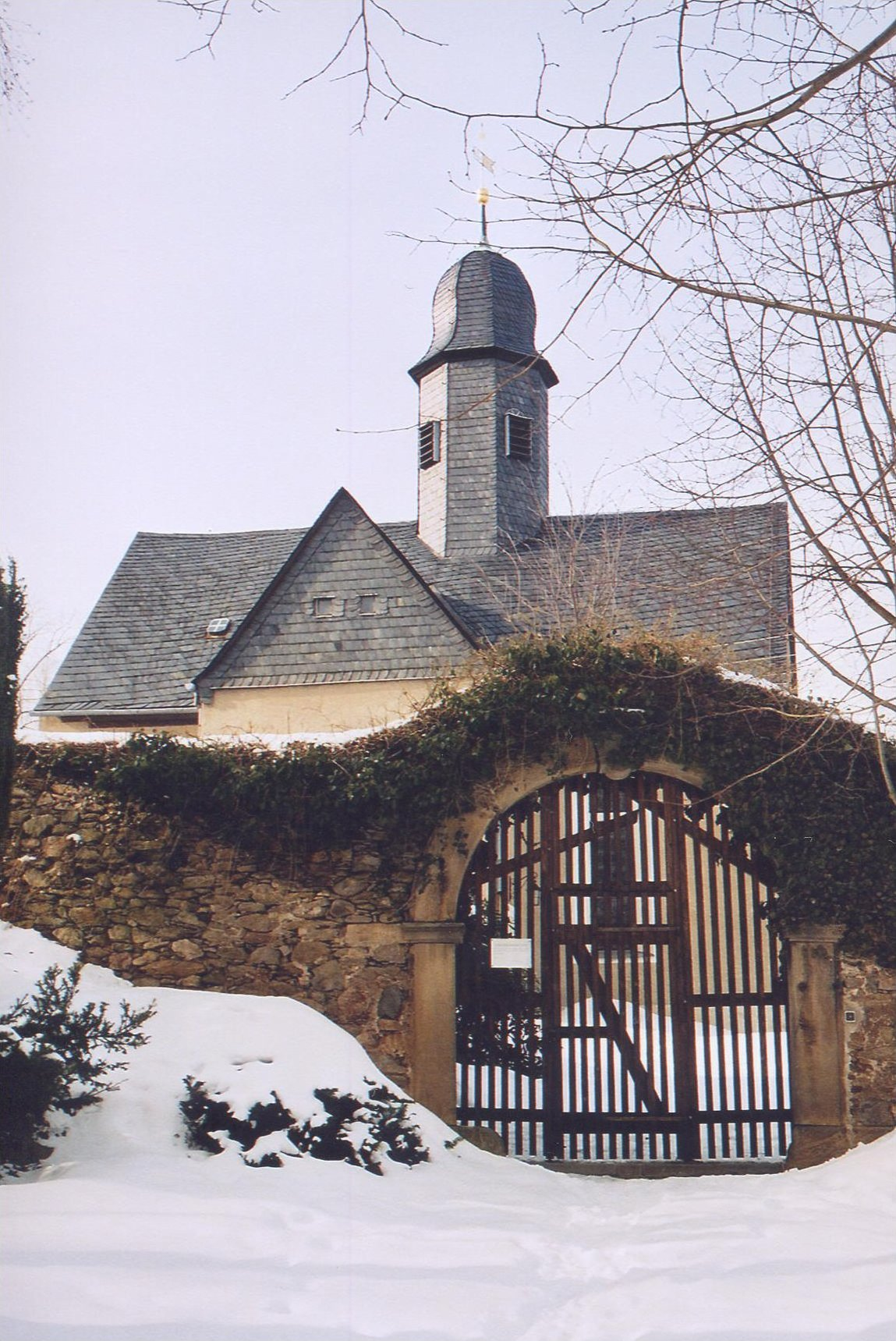
Kerkje (plm. 1500) te Döbra
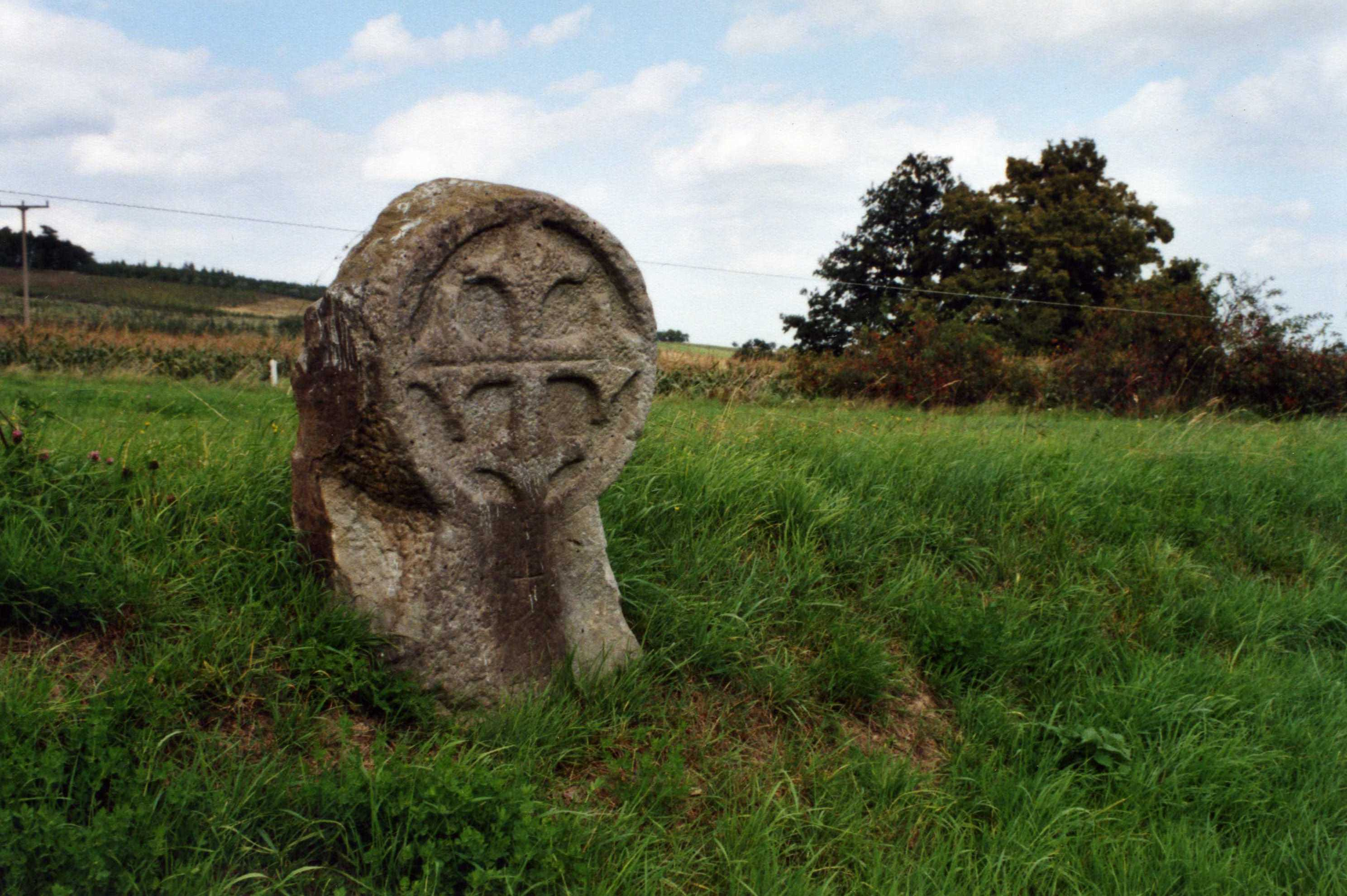
Stenen, laatmiddeleeuws kruis bij Großröhrsdorf, wellicht een moordkruis

- Fraai gelegen boven de stad torent Kasteel Kuckuckstein uit. Het kasteel dateert oorspronkelijk van omstreeks 1400. In de 19e en 20e eeuw werd het diverse malen gerenoveerd. In het begin van de 20e eeuw was er in het kasteel een vrijmetselarij-loge gevestigd.  Schloss Kuckuckstein is incidenteel, op aanvraag via internet, te bezichtigen; verder is er in het kasteel een aantal ruimtes ingericht voor het houden van bruiloften, feesten, bijeenkomsten enz. Ook het plaatselijke streekmuseum is in het kasteel ondergebracht.
- In de heuvelachtige, ten dele beboste omgeving van Liebstadt zijn enige wandelroutes, ook voor meerdaagse tochten naar de zuidelijke buurgemeentes in het Ertsgebergte, uitgezet.
- De beide rond of kort vóór 1500 gebouwde evangelisch-lutherse kerken te Liebstadt en Döbra hebben een bezienswaardig kerkinterieur.
- Schneckenmühle, iets ten noorden van Herbergen, is een oude uitspanning nabij een watermolen, waarvan de historie teruggaat tot 1555. Het was vanaf plm. 1965 een socialistisch kindervakantiekamp zoals er in de DDR vele bestonden; na 1991 is de uitspanning gemoderniseerd. Nog altijd is het een vakantieoord, gericht op ontspannen, sportieve vakanties zonder digitale stress, voor groepen kinderen van 6-14 jaar, uitgaande van een charitatieve organisatie.

## Geboren
- Georg Markgraf (1610-1644), wetenschapper

## Partnergemeente
Liebstadt onderhoudt een jumelage met de plaats, die tot 1945 Liebstadt in Oost-Pruisen was. Dit is thans Miłakowo in Polen.